# Украинка (Краснодарский край)
Украинка — хутор в Каневском районе Краснодарского края России.
Входит в состав Стародеревянковского сельского поселения.

## География
Уличная сеть из двух объектов: пер. Малый и ул. Тихая.

## Население
| 2002 | 2010 |
| ---- | ---- |
| 78   | ↘75  |